# Wspólnota zamorska
Wspólnota zamorska (collectivités d’outre-mer lub COM) – termin wprowadzony poprawką do konstytucji 28 marca 2003 r., by określić niektóre terytoria Francji, które wcześniej nosiły nazwę terytoriów zamorskich (territoire d’outre-mer) lub wspólnot terytorialnych o szczególnym statusie (collectivités territoriales à statut particulier).
Poprawka ta wprowadziła także drugi rodzaj wspólnot terytorialnych, zastępujących niektóre departamenty zamorskie. Te nowe zbiorowości miały posiadać jednoizbowe zgromadzenia doradcze, zastępujące istniejące rady departamentalne i regionalne. Obecnie nie ma jednak żadnej takiej zbiorowości, gdyż departamenty zamorskie Gwadelupy i Martyniki, które miały otrzymać ten status, odrzuciły tę propozycję w referendum z 7 grudnia 2003 r.
Obecnie istnieje pięć wspólnot zamorskich (szósta Majotta 31 marca 2011 r. stała się departamentem zamorskim):
- Polinezja Francuska – wspólnota o dużej autonomii, posiada własnego prezydenta oraz jako jedynej przyznano jej nazwę kraj zamorski (pays d’outre-mer);
- Saint-Pierre i Miquelon – wspólnota zamorska również o statucie zbliżonym do departamentu;
- Wallis i Futuna – wspólnota zamorska o szczególnym statucie, jedyna część terytorium Francji niepodzielona na gminy;
- Saint-Barthélemy − wydzielona 22 lutego 2007 r. z departamentu Gwadelupy;
- Saint-Martin − wydzielona 22 lutego 2007 r. z departamentu Gwadelupy.

| Wspólnota zamorska      | Numer | Powierzchnia w km² | Ludność w tys. mieszk. | Stolica      |
| ----------------------- | ----- | ------------------ | ---------------------- | ------------ |
| Saint-Pierre i Miquelon | 975   | 242                | 7,0                    | Saint-Pierre |
| Wallis i Futuna         | 986   | 274                | 14,4 (2003)            | Mata Utu     |
| Polinezja Francuska     | 987   | 3 894              | 253,7 (2003)           | Papeete      |
| Saint-Barthélemy        | 977   | 25                 | 10,3 (2019)            | Gustavia     |
| Saint-Martin            | 978   | 53                 | 32,5 (2019)            | Marigot      |